# Serveringsteknik

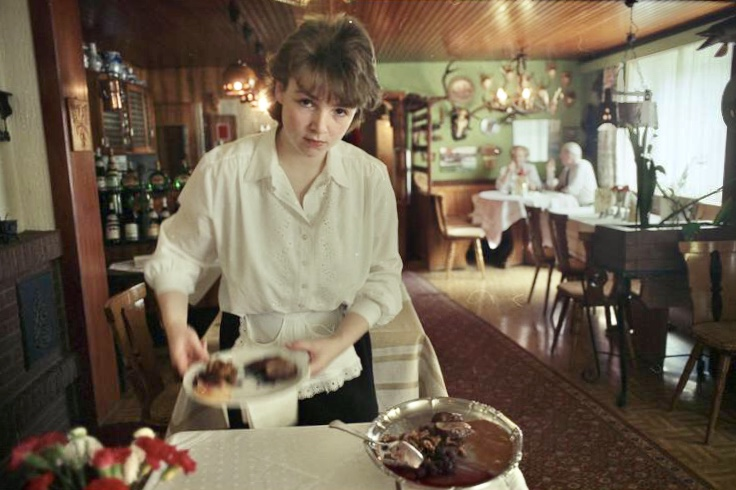
Servitris i serveringskläder.

Serveringsteknik är tekniken för hur servering skall genomföras, till exempel dukning.

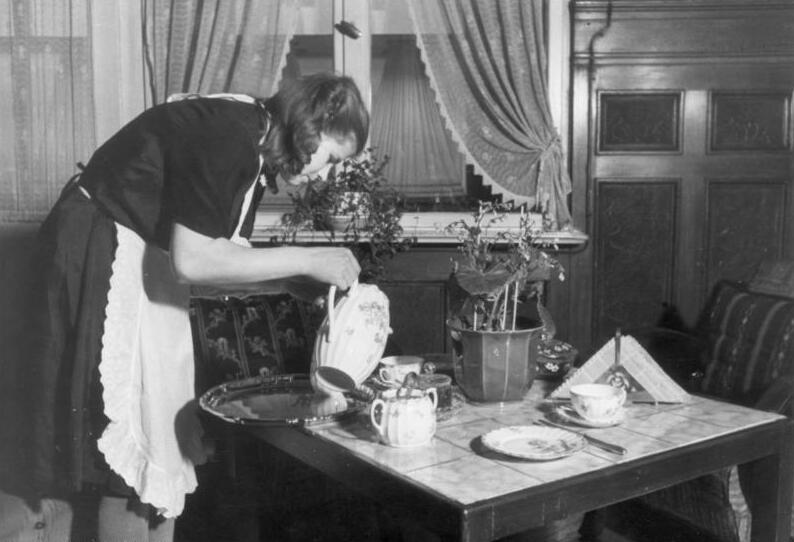
Hembiträde i serveringskläder.

För anställd personal, till exempel serveringspersonal på restauranger och hushållspersonal i privathem, kan det även omfatta vilken specifik klädsel som skall bäras vid servering, med mera.
Ibland förekommer särskilda kurser i serveringsteknik vid utbildning inför arbete med serveringsuppgifter.

### Fotnoter
1. ↑  Mats Danielsson (28 september 2010). ”Korrekt placering och dukning av glas”. Etikettbloggen. http://blogg.vett-och-etikett.com/korrekt-placering-och-dukning-av-glas/. Läst 1 september 2012.
2. ↑  Mats Danielsson (15 december 2014). ”Servering – vad gäller för servering och middagsetikett, klädsel, i vilken ordning”. Etikettbloggen. http://blogg.vett-och-etikett.com/servering-och-middagsetikett/. Läst 25 oktober 2015.
3. ↑  ”Utbildning till servitör”. Skövde kommun. 26 februari 2012. Arkiverad från originalet den 18 april 2013. https://archive.is/20130418085951/http://www.skovde.se/Barn--utbildning/Vuxenutbildning/Yrkesutbildning/Utbildning-till-servitor/#. Läst 1 september 2012.